# Brianna Hildebrand
Brianna Caitlin Hildebrand (College Station, 14 de Agosto de 1996) é uma atriz e produtora norte-americana conhecida por atuar na web série Annie Undocumented, nos filmes Deadpool (2016), Deadpool 2 (2018) e Deadpool & Wolverine (2024) no papel de Míssil Adolescente Megassônico, e na série Trinkets, como Elodie Davis.  

## Carreira
Hildebrand estreleu a série Annie Undocumented, que ganhou como melhor web série no Festival de TV de Nova Iorque em 2014. A série foi criado por Daniel Hsia, Elaine Low e Brian Yang.
Hildebrand foi escolhida para o papel de Míssil Adolescente Megassônico em 30 de março de 2015. Deadpool foi gravado em Vancouver e foi lançado no dia 12 de fevereiro de 2016.
Em fevereiro de 2016, durante uma entrevista ao Yahoo Movies, disse que não sabe se estará em Deadpool 2 como Míssil Adolescente Meagassônico: "Eu realmente não falei com ninguém ainda sobre sequências, são só alguns rumores por enquanto. Mas seria ótimo. Eu definitivamente quero que explorem mais a Negasonic. Mas não tenho certeza como (ela se encaixa no universo X-Men), porque eu não sei muito sobre o mundo de X-Men. Mas isso provavelmente vai mudar".
Em maio de 2016 Brianna afirmou em rede social que namora outra mulher. Em 2017, foi anunciada como parte do elenco da segunda temporada de The Exorcist, série da FOX na qual interpreta Verity.

## Filmografia

### Cinema
| Ano  | Título               | Papel                          | Notas                            |
| ---- | -------------------- | ------------------------------ | -------------------------------- |
| 2015 | Prism                | Julia                          |                                  |
| 2015 | The Voice Inside     | Grace                          | Curta-metragem; também produtora |
| 2016 | First Girl I Loved   | Sasha                          |                                  |
| 2016 | Deadpool             | Míssil Adolescente Megassônico |                                  |
| 2017 | Tragedy Girls        | Sadie Cunningham               |                                  |
| 2018 | Deadpool 2           | Míssil Adolescente Megassônico |                                  |
| 2019 | Playing with Fire    | Brynn                          |                                  |
| 2024 | Deadpool & Wolverine | Míssil Adolescente Megassônico | Pós-produção                     |

### Televisão
| Ano  | Títulos            | Papel        | Notas                           |
| ---- | ------------------ | ------------ | ------------------------------- |
| 2014 | Annie Undocumented | Jen          | Web Série                       |
| 2017 | The Exorcist       | Verity       | Elenco principal (2ª temporada) |
| 2019 | Love Daily         | Lizzie       | Elenco principal                |
| 2019 | Trinkets           | Elodie Davis | Papel principal                 |
| 2021 | Lucifer            | Rory         | Elenco principal (6º temporada) |